# 德國能源

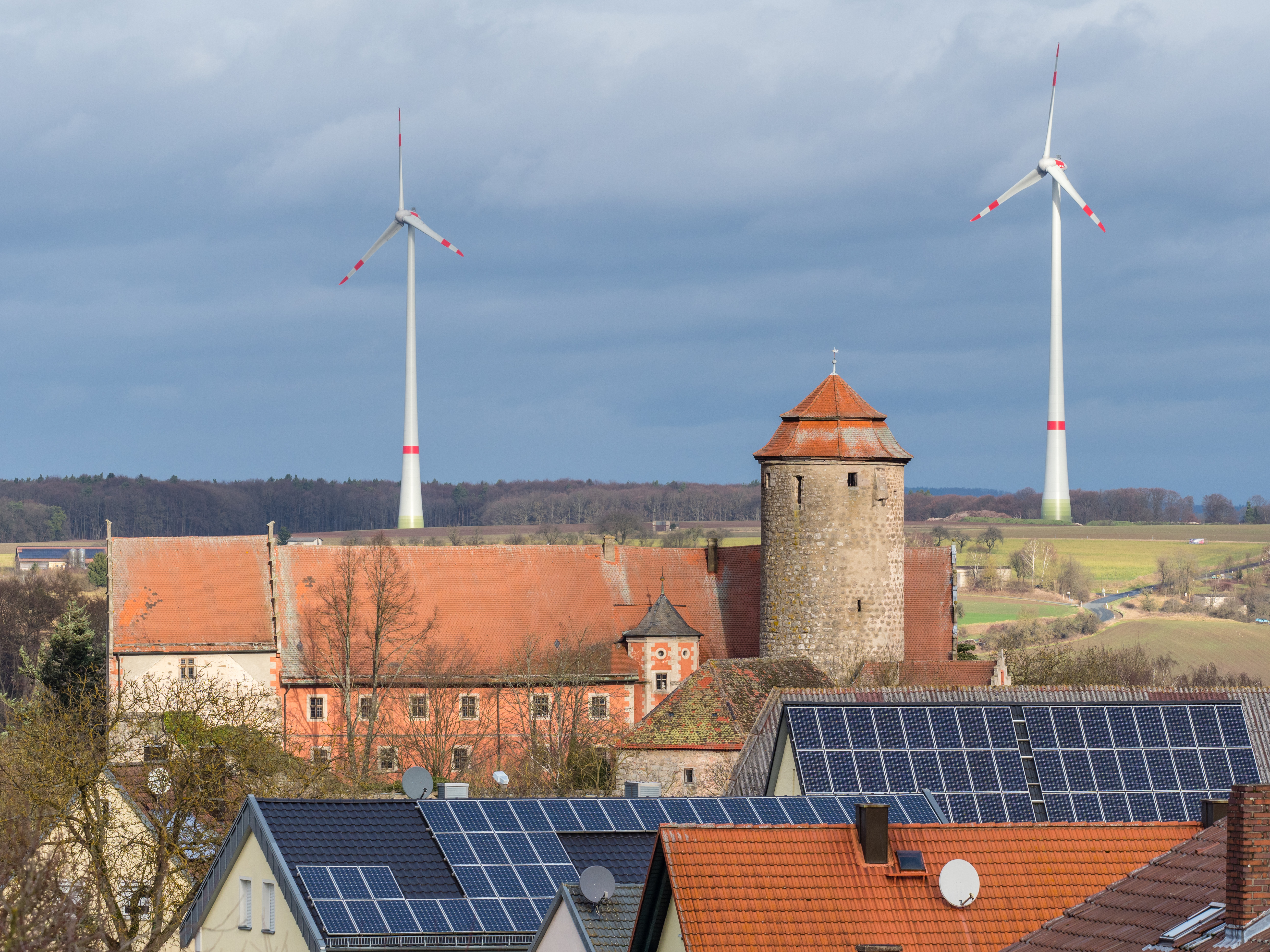
裝置於德國巴伐利亞邦利斯貝格古堡內及附近的風力發電機與太陽能光電面板。

德國能源結構。

德國能源絕大多數由化石燃料提供，於2023年佔該國能源使用總量的77.6%，排名在其後的是再生能源，佔比為19.6%，核電有0.7%的佔比。截至2023年，德國於一次能源的消耗量為10,791拍焦耳（簡寫為PJ，等於10^15焦耳），在全球排名第9。該國於2006年的總消耗量達到14,845拍焦耳的峰值，此後持續緩步下降。德國於2023年的總發電量為508.1太瓦時（簡寫為TWh，等於10^12瓦時，即1百萬"百萬瓦時"），比2022年的569.2太瓦時和2013年的631.4太瓦時均低。
德國能源政策和政治的關鍵要素是德語所稱的"Energiewende"，意思是"能源轉換"或"能源轉型"。此項政策包括逐步淘汰核能發電（預定於2023年完成）和逐步以再生能源取代化石燃料。德國淘汰核電產能，所減少的電力主要由煤電和進口電力替代。有項研究報告提出該國淘汰核電會每年產生120億美元的社會成本，主要是因為化石燃料產生的排放會導致國民過早死亡率升高。德國因此被稱為"世界首個主要使用永續能源的經濟體"。
德國在2022年俄羅斯入侵烏克蘭之前高度依賴由俄羅斯輸入的能源 - 其中有一半的天然氣、三分之一的供暖用油料和一半的煤碳都來自俄羅斯。由於此原因，德國在俄烏戰爭期初期針對歐盟提議削減從俄羅斯進口能源的方案以阻止、推遲或是淡化的方式應對。然而這場戰爭促使德國能源政策發生根本性轉變，該國設定的目標是到2024年中期幾乎完全終止從俄羅斯進口能源。

## 能源統計
| 分類 | 數量   |
| ---- | ------ |
| 消耗 | 500.35 |
| 生產 | 545.20 |
| 進口 | 48.05  |
| 出口 | 66.93  |

| 消耗 | 87.55 |
| 生產 | 5.13  |
| 進口 | 83.12 |

| 消耗 | 856,470,000 |
| 生產 | 49,280,000  |
| 進口 | 628,020,000 |

二氧化碳排放量（2020年）：6.0335億噸

## 能源計劃
德國的目標是在2030年有80%的電力來自再生能源。

## 能源耗用

德國化石燃料消耗量數據，包含東西徳統一前後的（1980-2011年，來源：國際能源署）。德國於統一後的煤碳使用量有顯著下降。

德國於2019年是世界第6大能源消費國，在歐洲國家電力市場中排名第1。德國是世界第5大石油消費國，2018年的總能源消耗中有34.3%來自石油，另有23.7%來自天然氣。

## 能源進口
德國於2021年有63.7%的能源由進口而來。
德國所用的石油約98%依賴進口。於2021年，由俄羅斯進口的佔比為34.1%，由美國進口的佔12.5%，由哈薩克進口的佔9.8%，由挪威進口的佔9.6%。
德國於2021年是全球最大的天然氣進口國，天然氣消耗量佔該國一次能源消耗量的四分之一以上。該國約95%的天然氣依賴進口（其中一半供再出口之用）。進口天然氣中有55%來自俄羅斯，30%來自挪威，13%來自荷蘭。截至2022年，德國並未設置液化天然氣接收站，進口天然氣均經由管道輸送。該國於俄烏戰爭發生後宣佈預定在該國臨北海的港口布倫斯比特爾建設液化天然氣接收站，為的是提高國家能源安全。
德國有豐富的煤碳儲量，有悠久使用煤碳歷史。該國截至2016年是世界第4大煤碳消費國。國內硬煤因無法與便宜的進口貨競爭，而需透過補貼求生存，已於2018年完全停止開採。截至2022年，德國仍在開採的僅剩褐煤。德國在2018年結束硬煤開採後，於2020年所消耗的3,180萬噸完全由進口而來。
德國於2023年進口的天然氣數量為為968太瓦時，較前下降32.6%，原因為加強節約使用與減少再出口。當年最大的進口來源國是挪威（43%）、荷蘭（26%）和比利時（22%）。

## 電力生產

按能源劃分的德國電力生產

德國再生能源發電組成

- 褐煤: 77.5 太瓦時 (17.7%)
- 硬煤: 36.05 太瓦時 (8.3%)
- 天然氣: 45.79 太瓦時 (10.5%)
- 風能: 139.77 太瓦時 (32.0%)
- 太陽能: 53.48 太瓦時 (12.2%)
- 生物質: 42.25 太瓦時 (9.7%)
- 核能: 6.72 太瓦時 (1.5%)
- 水力: 19.48 太瓦時 (4.5%)
- 石油: 3.15 太瓦時 (0.7%)
- 其他: 12.59 太瓦時 (2.9%)

## 能源

### 化石燃料

#### 煤碳

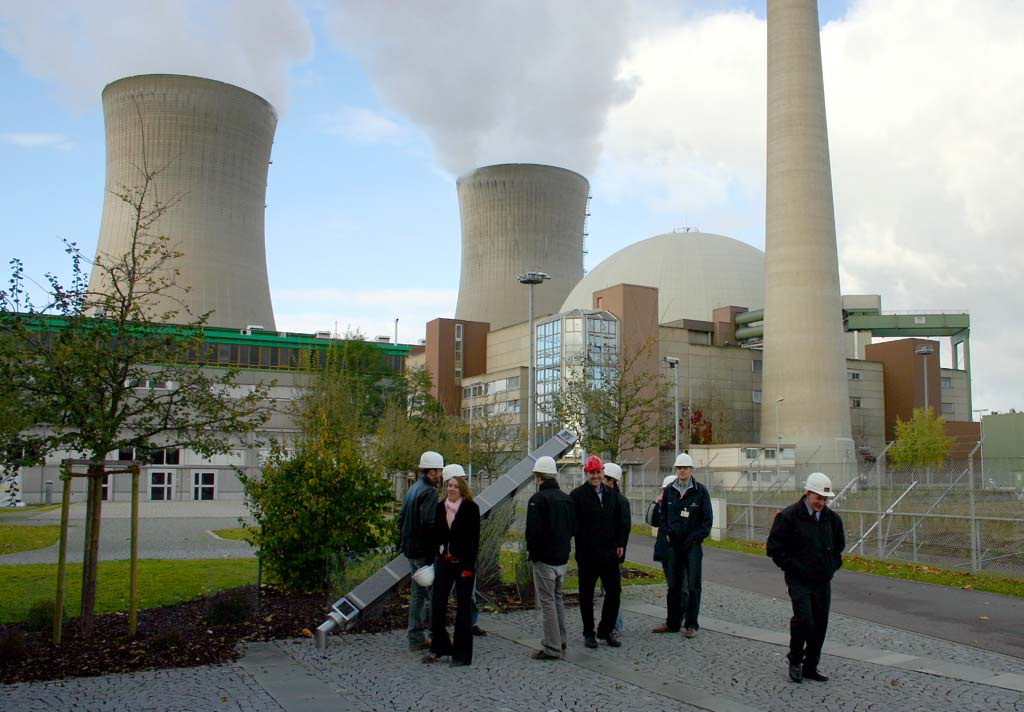
位於德國巴伐利亞邦的格拉芬萊茵費爾德核能發電廠。

煤碳是德國第2大發電用能源。截至2020年，該國約24%的電力由煤碳生產，比2013年有所下降，當年煤電約佔德國電力生產的45%（19%來自硬煤，26%來自褐煤）。而煤碳在2021年上半年仍是該國最大的發電能源。
德國也是全球主要的煤碳生產國。褐煤產自該國最西部和東部地區，主要在北萊茵-西發利亞邦、薩克森邦和布蘭登堡邦。由於長距離運輸褐煤不具經濟性，通常是在礦區附近的燃煤發電廠內燃燒發電。北萊茵-西發利亞邦和薩爾蘭邦所產的是煙煤（硬煤的一種）。大多數使用煙煤的發電廠目前都使用進口煤碳，此類發電廠除位於煤礦附近外，也分佈全國各處。
德國正設計並改造燃煤發電廠，使其能更為靈活，以應對再生能源（如風能和太陽能發電）增多後所具有的間歇性問題（參見間歇性再生能源）。德國將現有的發電廠均改造成能靈活運作。德國目前的天然氣聯合循環發電廠和燃煤發電廠均具有尖峰負載發電廠的能力。新建燃煤電廠的最低負載能力約為40%，且有進一步降低至20-25%的可能。原因是燃煤鍋爐動力輸出是透過燃料數量來控制，而不像燃氣聯合循環發電廠，須通過上游燃氣輪機的熱回收蒸汽發生器來控制。
鑑於德國一向致力於遏制碳排放，但卻於2007年核准在2020年前完成建造26座新燃煤電廠，而引發爭議。到2015年，該國的再生能源在國家電力市場中的佔比不斷增長（2014年為26%，高於1990年的4%），政府強制規定的二氧化碳減排目標（到2020年將比1990年降低40%，而到2050年將比1990年降低80%）導致先前興建和擴建燃煤發電容量的計劃受到越來越多的限制。
一群德國聯邦和各邦的領導人以及產業代表、環保人士和科學家於2019年1月26日達成協議，將在2038年之前將全國所有84座燃煤發電廠關閉 。預計此舉將導致政府須提供400億歐元的補償金給相關企業。燃煤發電廠於2018年生產的電力佔全國近40%，預計將被再生能源和天然氣取代。計畫到2022年將會關閉24座燃煤電廠，並持續關閉，到2030年將僅剩下8座。對最終關廠日期將每隔三年檢討一次。
德國於2019年的煤碳進口量較2018年增加1.4%。
停止使用硬煤的時間將提前到2030年達成，比原計劃提前8年。淘汰的時點尚未達成協議，而歐盟於2023年底批准向萊茵集團（德國第二大電力供應商）支付26億歐元補償金，逐步將萊茵河地區的褐煤使用逐步淘汰。

#### 天然氣
德國能源政策隨著綠色能源項目的發展，以天然氣取代煤碳作為一種補充燃料。位於威廉港、布倫斯比特爾和盧布明的港口將利用浮動液化天然氣儲存和氣化裝置來接收及處理進口的天然氣。

### 再生能源
| 佔比 | 年份 | 佔比 | 年份 | 佔比 | 年份 |
| ---- | ---- | ---- | ---- | ---- | ---- |
| 5%   | 2003 | 10%  | 2007 | 15%  | 2017 |

再生能源包括風能、太陽能、生物質能與地熱能。

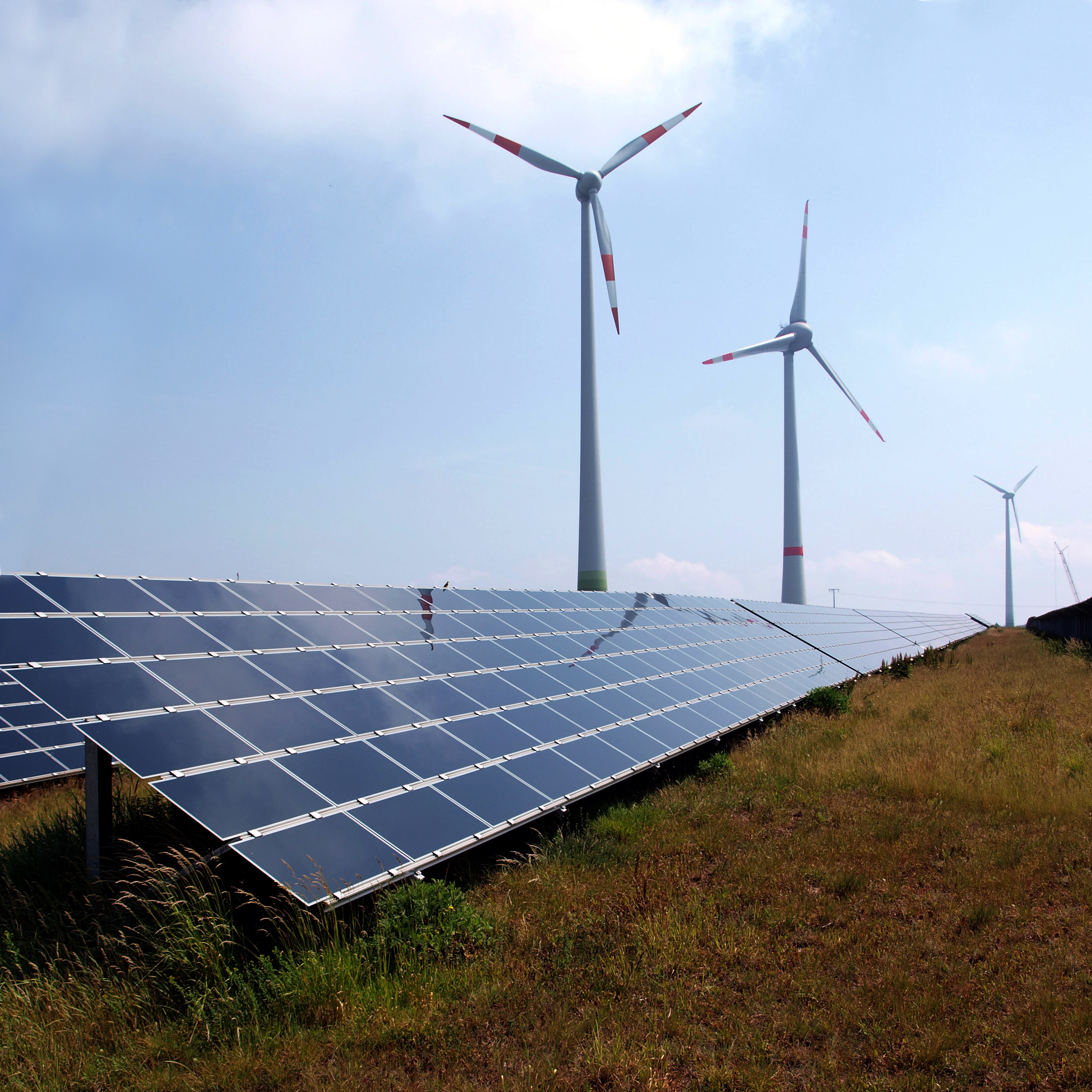
於德國萊茵-法爾茲邦施內貝格霍夫風力發電廠內的太陽能光電陣列和風力發電機
。

德國利用再生能源的發電量佔全國發電總量的比例已從2000年的6.3%增加到2022年的46.2%。德國使用再生能源電力的住宅用戶數量從2006年的80萬增長到2012年的490萬，於全國住宅用戶的佔比為12.5%。
截至2011年底，再生能源發電的累計裝機總容量為65.7吉瓦。德國的天氣不太晴朗，但太陽能光電發電佔該國年用電量的4%。太陽能發電量於2012年5月25日（星期六）創下新的發電紀錄 - 注入22吉瓦電力進入該國的電網，佔當天全國午間電力需求的50%。
再生能源發電量於2016年達德國總發電量的29.5%，但煤碳發電仍有40.1%的佔比。再生能源中以風能為主，佔12.3%，其次是生物質能，佔7.9%，太陽能光電佔5.9%。
於2020年，再生能源在德國公共電網的佔比達到50.9%。風能發電佔總發電量的27%，太陽能發電佔10.5%。生物質能發電佔9.7%，水力發電佔3.8%。最大的單一不可再生能源是褐煤，佔總發電量的16.8%，其次是核能發電，佔12.5%，然後是硬煤發電，佔7.3%。天然氣主要提供尖峰負載發電用途，佔比為11.6%。

#### 太陽能
德國於2022年的太陽能發電容量為66.5吉瓦（GW=十億瓦），由265萬個獨立發電裝置產生62太瓦時電力。

#### 風力發電
德國迄2023年3月約有28,500座風力發電機在運行，總容量為58.5吉瓦。
預計該國到2030年的離岸風電容量將達到115吉瓦。

#### 生物能源
德國生物質研究中心 (DBFZ) 於2016年10月推出線上生物質圖集以供研究人員、投資者和有興趣的公眾使用。

### 核能發電
核能發電於近幾十年來一直是德國的熱門政治議題，關於何時應該淘汰該技術的爭論一直在持續中。格哈德·施若德領導的的聯合政府於2002年做出決定，在2022年將所有核能發電廠逐步淘汰。由於2007年初俄羅斯和白俄羅斯的能源爭議造成的政治影響，以及2011年發生的日本福島第一核電廠事故，核電議題再度引發爭論。德國在福島第一核電廠事故發生後的幾天內發生大規模及持續甚久的反核抗議活動。安格拉·梅克爾總理領導的政府於2011年5月29日宣佈將在2022年之前關閉所有核能發電廠。福島核事故後該國17座運作中的反應爐中就有8座被永久關閉。
德國最後一批運作的反應爐於2023年4月關閉。

## 能源效率

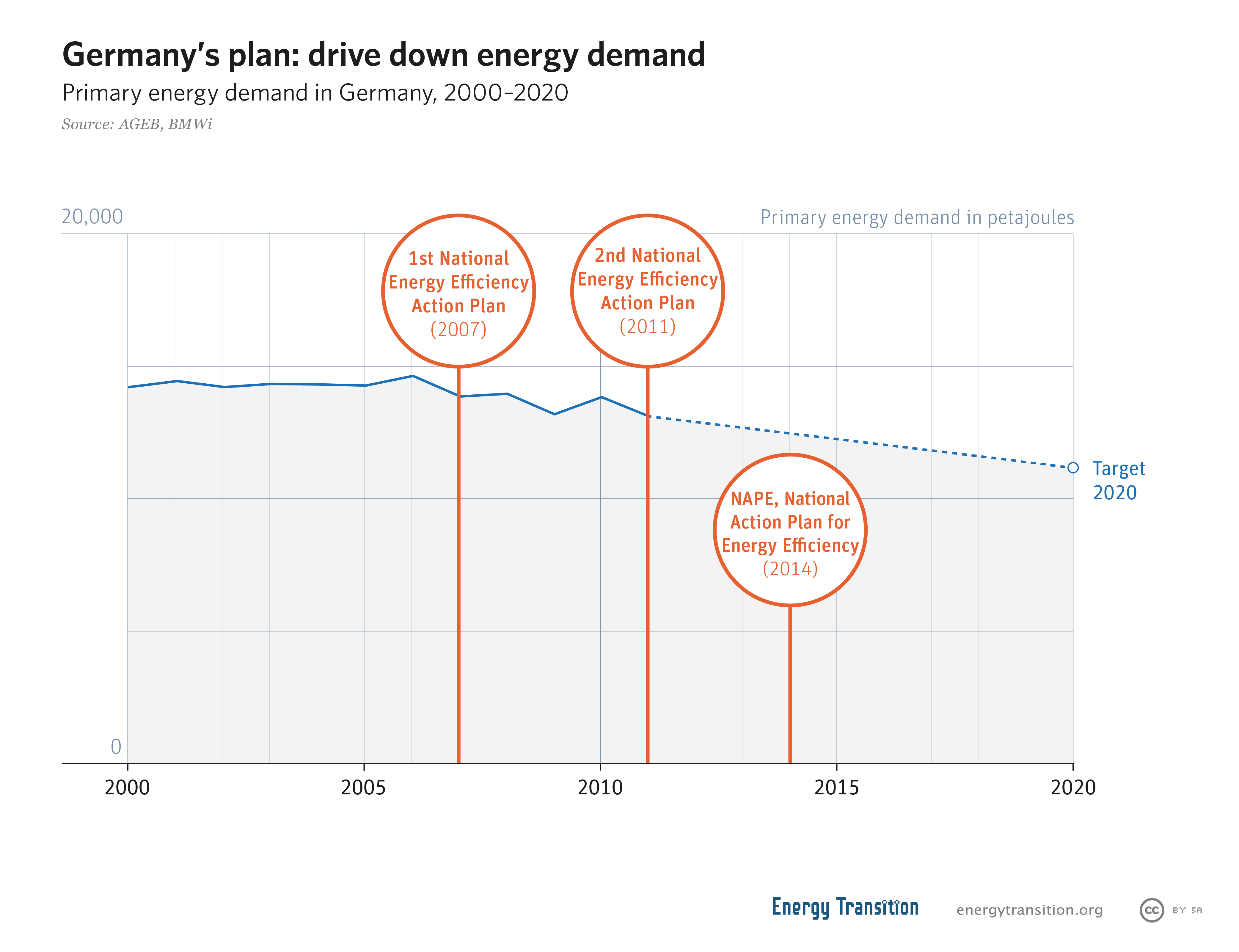
德國設定的能源效率目標。

德國整體經濟能源效率指數（Overall Energy Efficiency Index，ODEX，採"自下而上"的方式從各個產業、部門的能源使用情況出發，逐級向上彙總，最終得出整個經濟體的能源效率水平）在1991年至2006年間下降18%，相當於平均每年能源效率提高1.2%。但進入21世紀後，ODEX的下降速度放緩。雖然在1991年至2001年間每年連續下降1.5%，但於2001年至2006年期間，每年下降幅度僅為0.5%，仍低於歐盟27國的水準。
德國聯邦經濟部預計該國到2030年用電量將增至658太瓦時，原因是由於電動載具的成長、採用熱泵供暖以及增加生產電池和氫氣。

## 政府能源政策
德國是世界第4大核能發電國，但政府和德國核電行業在2000年通過一項經投票決定的倡議（513票同意、79票反對及8票未表示意見），以逐步方式到2021年將所有核能發電廠淘汰。該國在日本福島事故之後後，7個最老的反應爐被永久關閉。然而德國是歐盟內部電力市場不可分割的一部分，即使在2022年後仍將持續使用來自外國的核電。 梅克爾政府於2010年9月深夜達成協議，讓德國17座核電廠的運行時間平均再延長12年，其中有些核電廠將運行至2030年代。但在福島第一核電廠災難發生後，德國政府再次改變主意，決定仍執行到2022年將該國所有核電廠關閉的計畫。
梅克爾當選為德國總理之初對德國過度依賴進口的俄羅斯能源表示擔憂，但該國此後的能源進口政策並未發生重大變化。
政府政策強調節約能源與開發再生能源，例如太陽能、風能、生物質能、水力和地熱能。德國由於採節能措施，自1970年代初開始的能源效率（生產單位國內生產毛額（GDP）所使用的能源數量）一直在提高。

### 永續能源
德國政府於2010年9月宣佈一項新的積極能源政策，目標如下：
- 到2020年，二氧化碳排放量比1990年水平減少40%，到2050年，二氧化碳排放量比1990年水平減少80%
- 到2020年將再生能源佔能源消費總量的比例提高到18%，到2030年提高到30%，到2050年提高到60%
- 到2020年將再生能源在總電力生產中的佔比提高到35%，到2050年提高到80%
- 到2050年，透過提高國家能源效率，將電力消耗較2008年水平減少50%

《富比士》雜誌將德國風力發電機製造商愛納康創辦人阿洛以·沃本評為2013年德國能源產業（風能項）的首富。

### 稅收

#### 化石燃料稅
|      | 高硫油品（每公斤含>50毫克硫） | 油品（每公斤含≤50毫克硫） | 重油      | 其他油品 | 天然氣      | 液化石油氣 |
| ---- | ----------------------------- | ------------------------- | --------- | -------- | ----------- | ---------- |
| 單位 | 歐元/升                       | 歐元/升                   | 歐元/公斤 | 歐元/升  | 歐元/千瓦時 | 歐元/公噸  |
| 稅金 | 0.7635                        | 0.6135                    | 0.25      | 0.6135   | 5.50        | 60.60      |

#### 碳稅
德國的生態稅改革於1999年通過。隨後於2000年和2003年修訂過，將燃料和化石燃料稅收提高，為該國的能源稅奠定基礎。 德國政府於2019年12月開始對石油和天然氣公司按每噸二氧化碳排放徵收25歐元的碳稅。法律於2021年1月生效。 稅收到2025年將增至每噸二氧化碳排放徵收55歐元。預定從2026年起，碳稅的定價將透過拍賣方式決定。

德國二氧化碳排放量演進趨勢。

## 外部連結
- Electricity/Heat in Germany in 2005 （页面存档备份，存于） from the International Energy Agency
- Statistical Energy Yearbook, 2012 （页面存档备份，存于） from Enerdata